# Emancipação (filosofia)
Emancipação é um termo usado para descrever vários esforços de obtenção de direitos políticos ou de igualdade, frequentemente por um grupo especificamente privado de seus direitos ou, mais genericamente, na discussão de tais questões. 
Entre outros autores, Karl Marx discorreu sobre emancipação política em seu ensaio de 1844 Sobre a questão judaica (Zur Judenfrage), embora frequentemente em adição a (ou em contraste com) emancipação humana. A visão de Marx sobre emancipação política, nesse trabalho, foi resumida por um escritor como implicando: "igualdade dos cidadãos em relação ao Estado, igualdade perante a lei, independentemente de religião, propriedade ou outras características "privadas" dos indivíduos".
Contemporaneamente, "emancipação política" é uma expressão menos comum, especialmente fora de contextos acadêmicos ou ativistas. Contudo, conceitos similares podem ser referidos em outros termos. Por exemplo, nos Estados Unidos, o movimento dos direitos civis dos negros, que culminou com a aprovação da Lei dos Direitos Civis de 1964 (Civil Rights Act), da Lei dos direitos de voto de 1965 (Voting Rights Act) e da Lei dos Direitos Civis de 1968 (Civil Rights Act), pode ser considerado como um  avanço em relação à  Proclamação de Emancipação (1862), que abolira a escravatura um século antes. Emancipação, neste contexto, significa o ato de libertar um indivíduo ou um grupo social ou equiparar o padrão legal de cidadãos em uma sociedade política.

## Etimologia
O termo emancipação deriva do latim ēmancĭpo/ēmancĭpatio (o ato de libertar uma criança da autoridade parental) que, por sua vez, deriva de ē manu capere (os donos de escravos iam diante de um pretor, e o senhor colocava a mão na cabeça do escravo e o virava. Esse gesto feito na frente do pretor significava que o escravo era libertado).